# Bołdyriewo (obwód astrachański)
Bołdyriewo (ros. Болдырево) – wieś w Rosji, w obwodzie astrachańskim, w rejonie wołodarskim. W 2010 liczyła 557 mieszkańców, głównie Kazachów.